# 오스트레일리안 캐틀도그

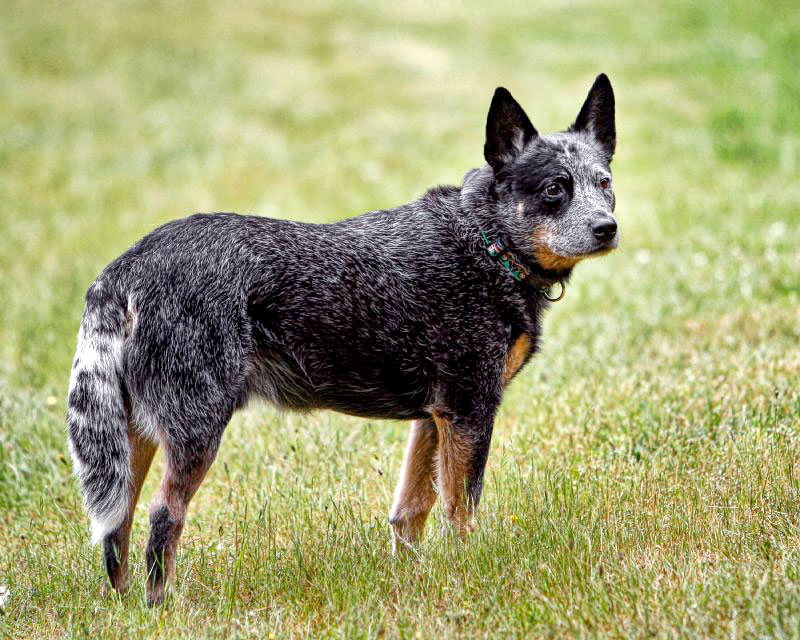
오스트레일리안 캐틀도그

오스트레일리안 캐틀도그(영어: Australian Cattle Dog)는 오스트레일리아가 원산지인 목양견의 일종이다. 본래는 소떼를 거친 황무지를 가로질러 몰고 가기 위한 목적으로 개량되었다. 단모 중대형 견종으로, 털 색깔은 대개 검정·갈색에 흰 털이 섞여 있다.